# سانتياغو إسكوبار
سانتياغو إسكوبار (بالإسبانية: Santiago Escobar Saldarriaga) هو لاعب كرة قدم ومدرب كرة قدم كولومبي، ولد في 13 يناير 1964 في ميديلين في كولومبيا. لعب مع أتلتيكو جونيور.